# Ненависть (фильм, 1977)
«Не́нависть» (1977) — советский художественный фильм Самвела Гаспарова.

## Сюжет
В России идёт Гражданская война. Три сына старого крестьянина Игнатия Булыги встали по разные стороны. Старший Фёдор воюет за красных, средний Степан — за белых, а младший Митя — бездельник-анархист. Перед смертью Игнатий пишет письма сыновьям с просьбой приехать к нему в село. Смерть отца не сближает братьев, но после того, как какой-то отряд, выдающий себя за красноармейцев, разоряет село, братья решают им жестоко отомстить…

## В ролях
- Евгений Соляков — Фёдор
- Иван Мацкевич — Степан
- Евгений Леонов-Гладышев — Митя
- Елена Цыплакова — Нюра
- Элгуджа Бурдули — Прохор
- Павел Кормунин — Игнатий Булыга
- Лев Перфилов — отец Вениамин
- Николай Бармин — командир отряда
- Геннадий Болотов — эпизод
- Борис Хмельницкий — офицер
- Константин Степанков — Ставрогин